# Ginny & Georgia
Ginny & Georgia är en amerikansk TV-serie skapad av Sarah Lampert och hade premiär på Netflix den 24 februari 2021. I april 2021 gick Netflix ut med att det kommer en säsong 2 . Netflix uppgav också att säsong 1 hade setts av 52 miljoner prenumeranter på 28 dagar. Säsong två hade premiär den 5 januari 2023.

## Handling
I serien får man följa den 15-åriga Ginny Miller (Antonia Gentry) och hennes 30-åriga mor Georgia (Brianne Howey) samt den 9-årige brodern Austin (Diesel La Torraca) i en fiktiv stad utanför Boston i New England (Wellsbury, Massachusetts), dit Georgia har flyttat med sina barn för att få en nystart i livet och ge dem ett bättre liv än vad hon själv har haft.

## Rollista

### Huvudroller
- Brianne Howey – Georgia Miller 
  - Nikki Roumel – Georgia Miller som tonåring
- Antonia Gentry – Ginny Miller
- Diesel La Torraca – Austin Miller
- Jennifer Robertson – Ellen Baker
- Felix Mallard – Marcus Baker
- Sara Waisglass – Maxine Baker
- Scott Porter – Borgmästare Paul Randolph
- Raymond Ablack – Joe

### Mindre roller
- Mason Temple – Hunter Chen
- Katie Douglas – Abby
- Chelsea Clark – Norah
- Jonathan Potts – Mr. Gitten
- Sabrina Grdevich – Cynthia Fuller
- Alisen Down – Bev
- Colton Gobbo – Jordan
- Connor Laidman - Zach Fuller
- Devyn Nekoda – Riley
- Nathan Mitchell – Zion Miller
  - Kyle Bary – Zion Miller som tonåring
- Rebecca Ablack – Padma
- Tyssen Smith – Brodie
- Daniel Beirne – Nick
- Humberly González – Sophie Sanchez
- Damian Romeo – Matt Press
- Chris Kenopic – Clint Baker
- Aaron Ashmore – Gil Timmins